# ثيودور أوسبورن
ثيودور أوسبورن (بالإنجليزية: Theodore Osborn)‏ هو عالم نبات أسترالي، ولد في 2 أكتوبر 1887، وتوفي في 3 يونيو 1973.